# Aleksandar Subić
Aleksandar Subić (in serbo Александар Субић?; Banja Luka, 27 settembre 1993) è un calciatore bosniaco, centrocampista del Borac Banja Luka.

## Carriera

### Club
Cresciuto nel settore giovanile del Borac Banja Luka, ha esordito in prima squadra il 5 maggio 2012 disputando l'incontro di Premijer Liga vinto 0-1 contro lo Sloboda Tuzla.

### Nazionale
Nel 2013 ha giocato una partita con la nazionale bosniaca Under-21.

## Statistiche

### Presenze e reti nei club
Statistiche aggiornate al 14 luglio 2021.
| Stagione                | Squadra                 | Campionato              | Campionato | Campionato | Coppe nazionali | Coppe nazionali | Coppe nazionali | Coppe continentali | Coppe continentali | Coppe continentali | Altre coppe | Altre coppe | Altre coppe | Totale | Totale |
| Stagione                | Squadra                 | Comp                    | Pres       | Reti       | Comp            | Pres            | Reti            | Comp               | Pres               | Reti               | Comp        | Pres        | Reti        | Pres   | Reti   |
| ----------------------- | ----------------------- | ----------------------- | ---------- | ---------- | --------------- | --------------- | --------------- | ------------------ | ------------------ | ------------------ | ----------- | ----------- | ----------- | ------ | ------ |
| mag. 2012               | Borac Banja Luka        | PL                      | 4          | 0          |                 | -               | -               |                    | -                  | -                  |             | -           | -           | 4      | 0      |
| 2012-2013               | Borac Banja Luka        | PL                      | 21         | 1          |                 | -               | -               |                    | -                  | -                  |             | -           | -           | 21     | 1      |
| 2013-2014               | Borac Banja Luka        | PL                      | 28         | 1          |                 | -               | -               |                    | -                  | -                  |             | -           | -           | 28     | 1      |
| 2014-2015               | Borac Banja Luka        | PL                      | 26         | 4          | CB              | 4               | 1               |                    | -                  | -                  |             | -           | -           | 30     | 5      |
| lug.-ago. 2015          | Borac Banja Luka        | PL                      | 6          | 0          |                 | -               | -               |                    | -                  | -                  |             | -           | -           | 6      | 0      |
| Totale Borac Banja Luka | Totale Borac Banja Luka | Totale Borac Banja Luka | 85         | 6          |                 | 4               | 1               |                    | -                  | -                  |             | -           | -           | 89     | 7      |
| ago. 2015-2016          | Partizan                | SL                      | 10         | 0          | CS              | 1               | 0               | UEL                | 4                  | 0                  |             | -           | -           | 15     | 0      |
| 2016-2017               | Sloboda Tuzla           | PL                      | 22         | 4          |                 | -               | -               |                    | -                  | -                  |             | -           | -           | 22     | 4      |
| 2017-2018               | Radnički Niš            | SL                      | 22         | 1          | CS              | 1               | 0               | -                  | -                  | -                  | -           | -           | -           | 23     | 1      |
| 2019-2020               | Borac Banja Luka        | PL                      | 3          | 0          |                 | -               | -               |                    | -                  | -                  |             | -           | -           | 3      | 0      |
| 2020-2021               | Borac Banja Luka        | PL                      | 24         | 1          | CB              | 4               | 0               |                    | -                  | -                  |             | -           | -           | 28     | 1      |
| 2021-2022               | Borac Banja Luka        | PL                      | 0          | 0          |                 | -               | -               | UCL                | 2                  | 0                  |             | -           | -           | 2      | 0      |
| Totale Borac Banja Luka | Totale Borac Banja Luka | Totale Borac Banja Luka | 27         | 1          |                 | -               | -               |                    | -                  | -                  |             | -           | -           | 27     | 1      |
| Totale carriera         | Totale carriera         | Totale carriera         | 166        | 12         |                 | 10              | 1               |                    | 6                  | 0                  |             | -           | -           | 138    | 13     |

### Cronologia presenze e reti in nazionale
| Cronologia completa delle presenze e delle reti in nazionale ― Bosnia ed Erzegovina under 21 | Cronologia completa delle presenze e delle reti in nazionale ― Bosnia ed Erzegovina under 21 | Cronologia completa delle presenze e delle reti in nazionale ― Bosnia ed Erzegovina under 21 | Cronologia completa delle presenze e delle reti in nazionale ― Bosnia ed Erzegovina under 21 | Cronologia completa delle presenze e delle reti in nazionale ― Bosnia ed Erzegovina under 21 | Cronologia completa delle presenze e delle reti in nazionale ― Bosnia ed Erzegovina under 21 | Cronologia completa delle presenze e delle reti in nazionale ― Bosnia ed Erzegovina under 21 | Cronologia completa delle presenze e delle reti in nazionale ― Bosnia ed Erzegovina under 21 |
| Data                                                                                         | Città                                                                                        | In casa                                                                                      | Risultato                                                                                    | Ospiti                                                                                       | Competizione                                                                                 | Reti                                                                                         | Note                                                                                         |
| -------------------------------------------------------------------------------------------- | -------------------------------------------------------------------------------------------- | -------------------------------------------------------------------------------------------- | -------------------------------------------------------------------------------------------- | -------------------------------------------------------------------------------------------- | -------------------------------------------------------------------------------------------- | -------------------------------------------------------------------------------------------- | -------------------------------------------------------------------------------------------- |
| 10-10-2013                                                                                   | Murcia                                                                                       | Spagna under 21                                                                              | 3 – 2                                                                                        | Bosnia ed Erzegovina under 21                                                                | Qual. Europeo Under-21 2015                                                                  | -                                                                                            | 70’                                                                                          |
| Totale                                                                                       |                                                                                              | Presenze                                                                                     | 1                                                                                            |                                                                                              | Reti                                                                                         | 0                                                                                            |                                                                                              |

## Palmarès

### Club

#### Competizioni nazionali
- Coppa di Serbia: 1

Partizan: 2015-2016
- Campionato bosniaco: 2

Borac Banja Luka: 2020-2021, 2023-2024